# Śniegołom

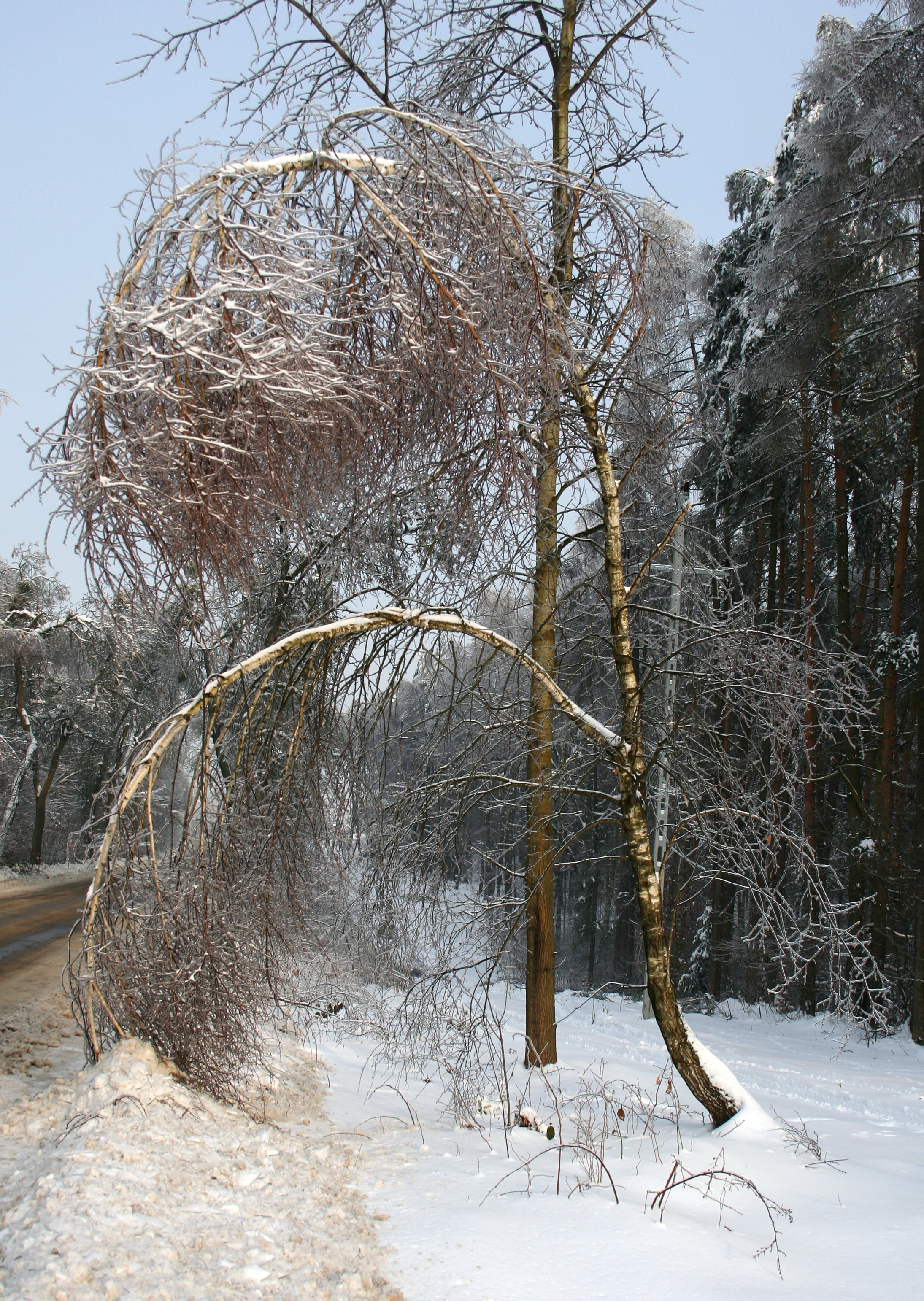
Młoda brzoza wygięta na skutek okiści

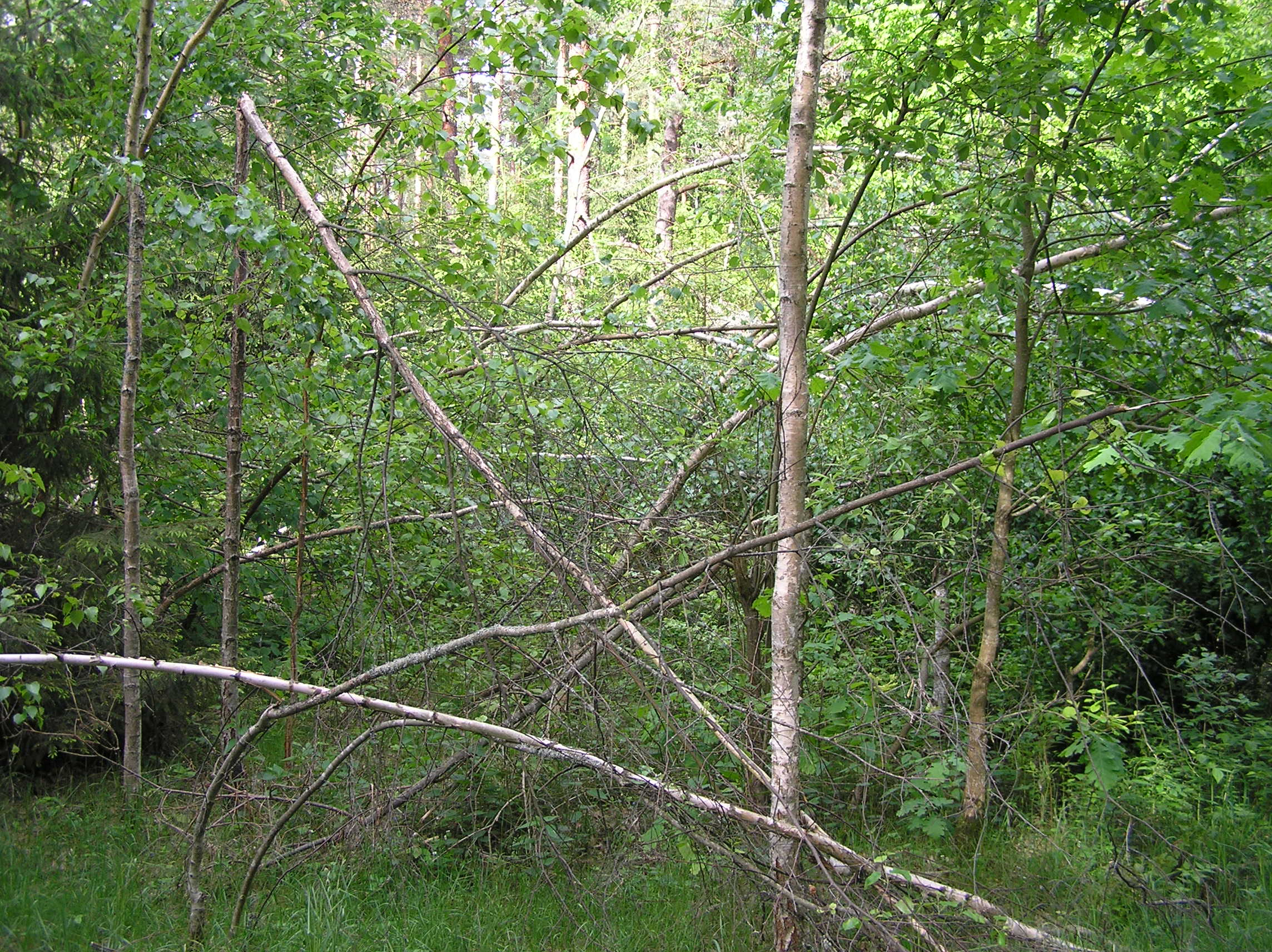
Inne, podobne brzozy, w okresie wegetacyjnym uszkodzone zimą

Śniegołom – złamanie drzewa lub jego konarów na skutek nadmiernego obciążenia korony mokrym lub zlodowaciałym śniegiem.
Śniegołomy powstają często na skutek okiści. Szczególnie podatne na śniegołom są drzewa o szerokich, grubogałęzistych koronach. Ulistnienie (uiglenie) drzewa zwiększa znacznie powierzchnię, na której może się zatrzymać śnieg, a tym samym zwiększa ciężar dźwigany przez konary (gałęzie), w związku z czym częściej zdarzają się śniegołomy u iglastych niż u liściastych. Podczas opadów śniegu czy marznącego deszczu istotną rolę odgrywa wiatr, który może spowodować boczne nachylenie drzewa a ciężar opadu jego złamanie. Dużo śniegołomów może powstać w niepielęgnowanych młodnikach, w których młode drzewa pod ciężarem korony (i opadu) nachylają i łamią się – przy okazji łamiąc sąsiednie drzewa.